# Parc national de l'île Verte
Le parc national de l'île Verte (en anglais : Green Island National Park) est un parc national australien centré sur une petite caye de corail de 12 hectares de l'île Verte, dans la région de Cairns au Queensland. Il est connu des peuples autochtones Gungganyji locaux sous le nom de Dabuukji.

## Géographie
Le parc se trouve à 27 km au large de Cairns (1 394 km au nord-ouest de Brisbane) et est accessible par bateaux partant quotidiennement de Cairns. Il est réputé pour être l'un des points les plus visités dans la zone de la Grande Barrière de corail.

## Faune et flore
L'île est une baie de corail formée au cours du temps par l'accumulation de sable et de fragments de corail déposés sur le côté d'un récif. L'île est recouverte d'une végétation tropicale qui héberge plusieurs espèces d'oiseaux et d'insectes. Le récif abrite de nombreux types de coraux, de palourdes, de poissons, de raies pastenagues et d'autres espèces vivant dans les récifs. Les tortues vertes et imbriquées sont présentes au large. Plus de 60 espèces d'oiseaux se trouvent sur l'île. En explorant la côte est en 1770, le lieutenant James Cook reporte sur sa carte une « île boisée verte basse » et nomme l'île d'après l'astronome de son navire, Charles Green. En 1857, la première des nombreuses stations de pêche à la bêche-de-mer est établie sur l'île. En 1928, le premier service de ferry régulier commence ses dessertes dans la région.
Station touristique populaire, l'île est devenue un parc national en 1937, un parc marin en 1974 et une partie de la Grande Barrière de corail en 1981. Aujourd'hui, l'île, le récif et les plages sont gérés ensemble comme une zone de loisirs.

## Sources
- (en) Cet article est partiellement ou en totalité issu de l’article de Wikipédia en anglais intitulé « Green Island National Park » (voir la liste des auteurs).